# Старое Веселево
Старое Веселево — деревня в Рыбновском районе Рязанской области. Входит в Батуринское сельское поселение.

## География
Находится в западной части Рязанской области на расстоянии приблизительно 4 км на запад-северо-запад по прямой от железнодорожного вокзала в городе Рыбное.

## История
В 1897 году здесь (тогда деревня Рязанского уезда Рязанской губернии) было учтено 27 дворов.

## Население
Численность населения: 175 человек (1897 год), 113 в 2002 году (русские 92 %), 135 в 2010.